# Думбия, Садио
Садио Думбия (фр. Sadio Doumbia; род. 12 сентября 1990, Тулуза) — французский теннисист. Победитель пяти турниров ATP в парном разряде.

## Общая информация
Родился 12 сентября 1990 года в Тулузе, во Франции.

## Спортивная карьера
В 2015—2019 годах стал победителем одного турнира серии «челленджер» и шести турниров серии «фьючерс» в одиночном разряде.
И в 2015—2025 годах стал победителем ещё восемнадцати турниров серии «челленджер» и десяти «фьючерсов» в парном разряде.

### 2022
В ноябре 2022 года вместе с соотечественником Фабьеном Ребулем стал победителем парного турнира категории «челленджер» в Роане (Франция), где они в финале победили пару Дастин Браун и Шимон Вальков со счётом 7-6(5), 6-4.

### 2025
В начале января 2025 года вместе с соотечественником Фабьеном Ребулем дошли до полуфинала в парном разряде турнира категории ATP 250 в Гонконге, где он в полуфинале проиграл российской паре Андрей Рублёв и Карен Хачанов со счётом 6-7(3), 3-6.
В середине января 2025 года, дошёл до третьего круга парного разряда Открытого чемпионата Австралии вместе с соотечественником Фабьеном Ребулем, где они проиграли первых сеянных Марсело Аревало и Мате Павичу со счётом 4-6, 6-7.
В конце февраля 2025 года вместе с соотечественником Фабьеном Ребулем стал финалистом в парном разряде турнира категории ATP 500 в Акапулько (Мексика), где они в финале проиграли американской паре Эван Кинг и Кристиан Харрисон со счётом 4-6, 0-6.

## Рейтинг на конец года
| Год  | Одиночный рейтинг | Парный рейтинг |
| 2024 | —                 | 38             |
| 2023 | —                 | 34             |
| 2022 | 1469              | 59             |
| 2021 | 524               | 121            |
| 2020 | 392               | 154            |
| 2019 | 354               | 172            |
| 2018 | 421               | 547            |
| 2017 | 463               | 419            |
| 2016 | 269               | 345            |
| 2015 | 377               | 625            |
| 2014 | 753               | 1430           |
| 2013 | 846               | —              |
| 2009 | 1597              | —              |
| 2008 | —                 | 1467           |
| 2007 | 1479              | —              |

## Выступления на турнирах

### Финалы турниров ATP в парном разряде (10)

#### Победы (5)
| Легенда                     |
| --------------------------- |
| Турниры Большого шлема (0)* |
| Итоговый турнир ATP (0)     |
| Мастерс (0)                 |
| АТР 500 (0)                 |
| АТР 250 (0+5)               |

| Титулы по покрытиям | Титулы по месту проведения матчей турнира |
| ------------------- | ----------------------------------------- |
| Хард (0+3)*         | Зал (0+1)                                 |
| Грунт (0+2)         | Зал (0+1)                                 |
| Трава (0)           | Открытый воздух (0+4)                     |
| Ковёр (0)           | Открытый воздух (0+4)                     |

* количество побед в одиночном разряде + количество побед в парном разряде + количество побед в миксте.
| №  | Дата             | Турнир            | Покрытие   | Партнёр       | Соперники в финале                         | Счёт              |
| 1. | 26 сентября 2023 | Чэнду, Китай      | Хард       | Фабьен Ребуль | Франсишку Кабрал Рафаэл Матос              | 4-6 7-5 [10-7]    |
| 2. | 4 февраля 2024   | Монпелье, Франция | Хард (зал) | Фабьен Ребуль | Тристан-Самуэль Вайссборн Альбано Оливетти | 6-7(5) 6-4 [10-6] |
| 3. | 21 апреля 2024   | Бухарест, Румыния | Грунт      | Фабьен Ребуль | Генри Паттен Харри Хелиёваара              | 6-3 7-5           |
| 4. | 24 сентября 2024 | Чэнду, Китай      | Хард       | Фабьен Ребуль | Юки Бхамбри Альбано Оливетти               | 6-4 4-6 [10-4]    |
| 5. | 24 мая 2025      | Женева, Швейцария | Грунт      | Фабьен Ребуль | Ариэль Беар Йоран Влиген                   | 6-7(4) 6-4 [11-9] |

#### Поражения (5)
| №  | Дата            | Турнир                 | Покрытие | Партнёр       | Соперники в финале                  | Счёт               |
| 1. | 12 февраля 2023 | Кордова, Аргентина     | Грунт    | Фабьен Ребуль | Максимо Гонсалес Андрес Мольтени    | 4-6 4-6            |
| 2. | 11 февраля 2024 | Кордова, Аргентина (2) | Грунт    | Фабьен Ребуль | Максимо Гонсалес Андрес Мольтени    | 4-6 1-6            |
| 3. | 7 апреля 2024   | Кашкайш, Португалия    | Грунт    | Фабьен Ребуль | Александр Недовесов Гонсало Эскобар | 5-7 2-6            |
| 4. | 2 марта 2025    | Акапулько, Мексика     | Хард     | Фабьен Ребуль | Эван Кинг Кристиан Харрисон         | 4-6 0-6            |
| 5. | 18 мая 2025     | Рим, Италия            | Грунт    | Фабьен Ребуль | Марсело Аревало Мате Павич          | 4-6 7-6(6) [11-13] |